# 34387 Venkatesh
34387 Venkatesh è un asteroide della fascia principale. Scoperto nel 2000, presenta un'orbita caratterizzata da un semiasse maggiore pari a 2,2514386 au e da un'eccentricità di 0,0612075, inclinata di 4,41721° rispetto all'eclittica.